# Campeonato Anual FEM 2024
El Campeonato Anual FEM 2024 fue el vigésimo cuarto campeonato oficial de Primera División de la rama femenina de la Asociación Paraguaya de Fútbol (APF). Esta fue la primera edición bajo este nombre y con un formato renovado. Se llevó a cabo de abril a septiembre.

## Sistema de competición
A diferencias de las temporadas anteriores, a partir de esta edición ya no se jugaron los torneos Apertura y Clausura. Esto debido a implementación de la Copa eFe, la Copa Paraguay FEM y la Supercopa FEM, todos ellos nuevos torneos del fútbol local femenino.

El modo de disputa es bajo el sistema de todos contra todos con partidos de ida y vuelta, unos como local y otros como visitante en dos rondas de once jornadas cada una. Es campeón el equipo que acumula la mayor cantidad de puntos al término de las 22 fechas.
En caso de igualdad de puntos entre dos contendientes se define el título tomando los siguientes parámetros:
1. Puntos en partidos directos.
2. Diferencia de goles en partidos directos.
3. Diferencia de goles.
4. Mayor cantidad de goles a favor.
5. Partido extra en campo neutral.

De existir más de dos en disputa se toman en cuenta los mismos parámetros excepto el último punto, siendo como última opción sorteo.
Con este nuevo formato, el campeonato se llevará a cabo de abril a septiembre del año en curso; y tanto el equipo campeón como el vicecampeón clasificarán a la Copa Libertadores Femenina 2025.

## Equipos participantes

### Localización
La mayoría de los clubes (8) se concentra en la capital del país. En tanto que tres se encuentran a corta distancia en ciudades del Departamento Central. Por último, uno pertenece al departamento de Amambay y uno al de Alto Paraná. Se incluye al Centro de Alto Rendimiento de Fútbol Femenino, propiedad de la Asociación Paraguaya de Fútbol, debido a su uso frecuente por equipos que optan oficiar ahí como locales.
- Nota: La sede social y administrativa del club Sol de América se halla en Barrio Obrero, Asunción, pero su campo de juego se ubica en Villa Elisa donde hace de local desde 1985.

| Distrito capital/Departamento | Cantidad | Equipos |
| ----------------------------- | -------- | --- |
| Asunción                      | 8        | Cerro Porteño / Olimpia / Guaraní / Libertad / Nacional* / Tacuary / Sportivo Ameliano / Sportivo Trinidense |
| Departamento Central          | 3        | Sol de América / Sportivo Luqueño / Deportivo Humaitá*                                                       |
| Departamento de Amambay       | 1        | 2 de Mayo |
| Departamento de Alto Paraná   | 1        | General Caballero                                                                                            |

| * | Juegan como Nacional/Humaitá. |

### Información de equipos
Listado de los equipos que disputarán dos torneos de la temporada. El número de equipos participantes para esta temporada es de 12.
| Equipo                                               | Ciudad                   | Estadio                  | Capacidad | Fundación               | Títulos | Proovedor     | Patrocinador            |
| ---------------------------------------------------- | ------------------------ | ------------------------ | --------- | ----------------------- | ------- | ------------- | ----------------------- |
| Cerro Porteño                                        | Asunción                 | General Pablo Rojas      | 45 000    | 1 de octubre de 1912    | 7       | Puma          | Tigo                    |
| General Caballero                                    | Dr. Juan León Mallorquín | Ka'arendy                | 4500      | 21 de junio de 1962     | 0       | Kappa         | Sanatorio San Sebastián |
| Sol de América                                       | Villa Elisa              | Luis Alfonso Giagni      | 11 000    | 22 de marzo de 1909     | 0       | Kyrios        | Coopeduc                |
| Guaraní                                              | Asunción                 | Rogelio Silvino Livieres | 8380      | 12 de octubre de 1903   | 0       | Kyrios        | Tigo                    |
| Libertad                                             | Asunción                 | Tigo La Huerta           | 10 100    | 30 de julio de 1905     | 1       | Puma          | Tigo                    |
| Nacional (Participa fusionado con Deportivo Humaitá) | Asunción                 | Arsenio Erico            | 4434      | 5 de junio de 1904      | 2       | Kappa         | Banco Continental       |
| Humaitá (Participa fusionado con Nacional)           | Mariano Roque Alonso     | Pioneros de Corumba Cué  | 7 000     | 19 de febrero de 1932   | 0       | Kappa         | Banco Continental       |
| Olimpia                                              | Asunción                 | Osvaldo Domínguez Dibb   | 22 000    | 25 de julio de 1902     | 1       | Nike          | Tigo                    |
| 2 de Mayo                                            | Pedro Juan Caballero     | Río Parapití             | 25 000    | 6 de diciembre de 1935  | 0       | Kyrios        | Pulp                    |
| Sportivo Ameliano                                    | Asunción                 | José Tomás Silva         | 800       | 6 de enero de 1936      | 0       | Garcis        | Ayres                   |
| Sportivo Luqueño                                     | Luque                    | Feliciano Cáceres        | 26 974    | 1 de mayo de 1921       | 0       | Kyrios        | Banco Río               |
| Sportivo Trinidense                                  | Asunción                 | Martín Torres            | 3 000     | 11 de agosto de 1935    | 0       | Saltarín Rojo | Noroda                  |
| Tacuary                                              | Asunción                 | Toribio Vargas           | 3000      | 10 de diciembre de 1923 | 0       | Saltarín Rojo | Electroban              |

## Clasificación
| Pos. | Equipo                | Pts. | PJ | G  | E | P  | GF  | GC  | Dif. | Clasificación 2024                                                            |
| ---- | --------------------- | ---- | -- | -- | - | -- | --- | --- | ---- | ----------------------------------------------------------------------------- |
| 1    | Libertad (C)          | 58   | 22 | 18 | 4 | 0  | 124 | 8   | +116 | Clasifican a la Copa Libertadores Femenina 2025 y a la Copa Paraguay FEM 2024 |
| 2    | Olimpia               | 58   | 22 | 18 | 4 | 0  | 120 | 5   | +115 | Clasifican a la Copa Libertadores Femenina 2025 y a la Copa Paraguay FEM 2024 |
| 3    | Cerro Porteño         | 49   | 22 | 15 | 4 | 3  | 73  | 15  | +58  | Clasifican a la Copa Paraguay FEM 2024.                                       |
| 4    | Guaraní               | 41   | 22 | 12 | 5 | 5  | 61  | 25  | +36  | Clasifican a la Copa Paraguay FEM 2024.                                       |
| 5    | General Caballero JLM | 32   | 22 | 9  | 5 | 8  | 43  | 44  | −1   |                                                                               |
| 6    | Sportivo Ameliano     | 30   | 22 | 9  | 3 | 10 | 34  | 51  | −17  |                                                                               |
| 7    | Sportivo Trinidense   | 27   | 22 | 8  | 3 | 11 | 29  | 68  | −39  |                                                                               |
| 8    | Nacional/Humaitá      | 23   | 22 | 6  | 5 | 11 | 31  | 48  | −17  |                                                                               |
| 9    | Sol de América        | 21   | 22 | 5  | 6 | 11 | 30  | 65  | −35  |                                                                               |
| 10   | 2 de Mayo             | 18   | 22 | 4  | 6 | 12 | 27  | 70  | −43  |                                                                               |
| 11   | Tacuary               | 11   | 22 | 3  | 2 | 17 | 23  | 109 | −86  |                                                                               |
| 12   | Sportivo Luqueño      | 4    | 22 | 1  | 1 | 20 | 15  | 102 | −87  |                                                                               |

 Fuente: APF

## Evolución de la clasificación
| Equipo \ Jornada    | 01  | 02  | 03  | 04   | 05   | 06   | 07   | 08   | 09  | 10 | 11 | 12 | 13 | 14 | 15 | 16 | 17 | 18 | 19  | 20 | 21 | 22 |
| ------------------- | --- | --- | --- | ---- | ---- | ---- | ---- | ---- | --- | -- | -- | -- | -- | -- | -- | -- | -- | -- | --- | -- | -- | -- |
| Sportivo Trinidense | 8   | 7   | 8   | 9*   | 9*   | 5*   | 7*   | 7*   | 7   | 7  | 7  | 7  | 7  | 8  | 9  | 8  | 7  | 7  | 7   | 7  | 7  | 7  |
| Cerro Porteño       | 11* | 10* | 10* | 6*   | 5*   | 4*   | 4*   | 4*   | 4   | 3  | 4  | 3  | 3  | 4  | 3  | 3  | 3  | 3  | 3*  | 3  | 3  | 3  |
| Gral. Caballero JLM | 5   | 4   | 4   | 4*   | 8*   | 8**  | 6**  | 6**  | 5*  | 5  | 5  | 5  | 6  | 6  | 5  | 5  | 6  | 6  | 5   | 5  | 5  | 5  |
| 2 de Mayo           | 9*  | 8*  | 9*  | 10** | 10** | 10** | 10** | 10** | 11* | 10 | 8  | 9  | 10 | 10 | 8  | 10 | 10 | 10 | 10  | 10 | 10 | 10 |
| Guaraní             | 4   | 2   | 2   | 3    | 3    | 3    | 3    | 3    | 3   | 4  | 3  | 4  | 4  | 3  | 4  | 4  | 4  | 4  | 4   | 4  | 4  | 4  |
| Libertad            | 10* | 3*  | 3*  | 2*   | 2*   | 2*   | 2*   | 2**  | 1*  | 1  | 1  | 1  | 1  | 1  | 1  | 1  | 1  | 1  | 1*  | 1  | 1  | 1  |
| Nacional/Humaitá    | 3   | 5   | 5   | 5*   | 7*   | 9*   | 9*   | 9*   | 9   | 8  | 9  | 10 | 8  | 7  | 7  | 7  | 8  | 8  | 8   | 8  | 8  | 8  |
| Olimpia             | 1   | 1   | 1   | 1    | 1    | 1    | 1    | 1*   | 2*  | 2  | 2  | 2  | 2  | 2  | 2  | 2  | 2  | 2  | 2*  | 2  | 2  | 2  |
| Sol de América      | 7   | 12  | 12  | 12   | 12   | 11   | 11   | 11   | 10  | 11 | 10 | 8  | 9  | 9  | 10 | 9  | 9  | 9  | 9   | 9  | 9  | 9  |
| Sportivo Luqueño    | 12* | 11* | 11* | 11** | 11** | 12** | 12** | 12** | 12* | 12 | 12 | 12 | 12 | 12 | 12 | 12 | 12 | 12 | 12  | 12 | 12 | 12 |
| Sportivo Ameliano   | 6   | 9   | 6   | 7    | 6    | 7*   | 5*   | 5*   | 6*  | 6  | 6  | 6  | 5  | 5  | 6  | 6  | 5  | 5  | 6   | 6  | 6  | 6  |
| Tacuary             | 2   | 6   | 7   | 8*   | 4*   | 6*   | 8*   | 8*   | 8   | 9  | 11 | 11 | 11 | 11 | 11 | 11 | 11 | 11 | 11* | 11 | 11 | 11 |

Notas:

* Indica la posición del equipo con un partido pendiente.

** Indica la posición del equipo con dos partidos pendientes.
| (C) | Clasifica a la Copa Libertadores Femenina 2025. |

## Fixture
- Los horarios son correspondientes a PYT (UTC-4).

### Primera rueda
| Fecha 1          | Fecha 1   | Fecha 1               | Fecha 1                                             | Fecha 1     | Fecha 1 |
| Local            | Resultado | Visitante             | Estadio                                             | Día         | Hora    |
| ---------------- | --------- | --------------------- | --------------------------------------------------- | ----------- | ------- |
| Olimpia          | 5 – 0     | Sportivo Trinidense   | Centro de Alto Rendimiento de Fútbol Femenino       | 13 de abril | 18:15   |
| Sol de América   | 0 – 4     | Tacuary               | Centro de Alto Rendimiento de Fútbol Femenino       | 13 de abril | 20:30   |
| Guaraní          | 2 – 1     | General Caballero JLM | Centro de Alto Rendimiento de Fútbol Femenino       | 14 de abril | 18:15   |
| Nacional/Humaitá | 3 – 0     | Sportivo Ameliano     | Centro de Alto Rendimiento de Fútbol Femenino       | 14 de abril | 20:30   |
| Cerro Porteño    | 5 – 1     | Sportivo Luqueño      | Centro de Alto Rendimiento de Divisiones Formativas | 11 de junio | 17:15   |
| 2 de Mayo        | 1 – 5     | Libertad              | Centro de Alto Rendimiento de Divisiones Formativas | 12 de junio | 17:15   |

| Fecha 2               | Fecha 2   | Fecha 2          | Fecha 2                                       | Fecha 2     | Fecha 2 |
| Local                 | Resultado | Visitante        | Estadio                                       | Día         | Hora    |
| --------------------- | --------- | ---------------- | --------------------------------------------- | ----------- | ------- |
| General Caballero JLM | 3 – 1     | Nacional/Humaitá | Ka'arendy                                     | 18 de abril | 18:15   |
| Libertad              | 7 – 0     | Tacuary          | Centro de Alto Rendimiento de Fútbol Femenino | 18 de abril | 20:30   |
| Sportivo Luqueño      | 0 – 6     | Guaraní          | Centro de Alto Rendimiento de Fútbol Femenino | 20 de abril | 18:15   |
| Olimpia               | 4 – 0     | Sol de América   | Centro de Alto Rendimiento de Fútbol Femenino | 20 de abril | 20:30   |
| Sportivo Trinidense   | 1 – 0     | Cerro Porteño    | Centro de Alto Rendimiento de Fútbol Femenino | 21 de abril | 18:15   |
| Sportivo Ameliano     | 0 – 0     | 2 de Mayo        | Centro de Alto Rendimiento de Fútbol Femenino | 21 de abril | 20:30   |

| Fecha 3          | Fecha 3   | Fecha 3               | Fecha 3                                             | Fecha 3     | Fecha 3 |
| Local            | Resultado | Visitante             | Estadio                                             | Día         | Hora    |
| ---------------- | --------- | --------------------- | --------------------------------------------------- | ----------- | ------- |
| Tacuary          | 3 – 4     | Sportivo Ameliano     | Centro de Alto Rendimiento de Divisiones Formativas | 25 de abril | 17:00   |
| 2 de Mayo        | 3 – 3     | General Caballero JLM | Centro de Alto Rendimiento de Divisiones Formativas | 25 de abril | 19:15   |
| Cerro Porteño    | 0 – 0     | Olimpia               | Defensores del Chaco                                | 27 de abril | 16:30   |
| Guaraní          | 4 – 0     | Sportivo Trinidense   | Centro de Alto Rendimiento de Divisiones Formativas | 27 de abril | 18:45   |
| Nacional/Humaitá | 0 – 0     | Sportivo Luqueño      | Centro de Alto Rendimiento de Divisiones Formativas | 28 de abril | 17:00   |
| Sol de América   | 0 – 8     | Libertad              | Centro de Alto Rendimiento de Divisiones Formativas | 28 de abril | 19:15   |

| Fecha 4               | Fecha 4   | Fecha 4          | Fecha 4                                             | Fecha 4     | Fecha 4 |
| Local                 | Resultado | Visitante        | Estadio                                             | Día         | Hora    |
| --------------------- | --------- | ---------------- | --------------------------------------------------- | ----------- | ------- |
| Cerro Porteño         | 2 – 1     | Sol de América   | Centro de Alto Rendimiento de Divisiones Formativas | 4 de mayo   | 19:15   |
| Sportivo Ameliano     | 0 – 6     | Libertad         | Centro de Alto Rendimiento de Divisiones Formativas | 5 de mayo   | 17:00   |
| Olimpia               | 2 – 0     | Guaraní          | Centro de Alto Rendimiento de Divisiones Formativas | 5 de mayo   | 19:15   |
| Sportivo Trinidense   | 1 – 0     | Nacional/Humaitá | Centro de Alto Rendimiento de Divisiones Formativas | 12 de junio | 19:30   |
| General Caballero JLM | 1 – 1     | Tacuary          | Ka'arendy                                           | 13 de junio | 17:15   |
| Sportivo Luqueño      | 4 – 0     | 2 de Mayo        | Centro de Alto Rendimiento de Divisiones Formativas | 19 de junio | 17:15   |

| Fecha 5          | Fecha 5   | Fecha 5               | Fecha 5                                             | Fecha 5    | Fecha 5 |
| Local            | Resultado | Visitante             | Estadio                                             | Día        | Hora    |
| ---------------- | --------- | --------------------- | --------------------------------------------------- | ---------- | ------- |
| Tacuary          | 3 – 0     | Sportivo Luqueño      | Centro de Alto Rendimiento de Divisiones Formativas | 9 de mayo  | 17:00   |
| Nacional/Humaitá | 0 – 3     | Olimpia               | Centro de Alto Rendimiento de Divisiones Formativas | 9 de mayo  | 19:15   |
| 2 de Mayo        | 1 – 1     | Sportivo Trinidense   | Centro de Alto Rendimiento de Divisiones Formativas | 10 de mayo | 17:15   |
| Libertad         | 4 – 0     | General Caballero JLM | Centro de Alto Rendimiento de Divisiones Formativas | 10 de mayo | 19:30   |
| Sol de América   | 1 – 1     | Sportivo Ameliano     | Centro de Alto Rendimiento de Divisiones Formativas | 11 de mayo | 17:00   |
| Guaraní          | 2 – 2     | Cerro Porteño         | Centro de Alto Rendimiento de Divisiones Formativas | 11 de mayo | 19:15   |

| Fecha 6               | Fecha 6   | Fecha 6           | Fecha 6                                             | Fecha 6     | Fecha 6 |
| Local                 | Resultado | Visitante         | Estadio                                             | Día         | Hora    |
| --------------------- | --------- | ----------------- | --------------------------------------------------- | ----------- | ------- |
| Guaraní               | 2 – 2     | Sol de América    | Centro de Alto Rendimiento de Divisiones Formativas | 17 de mayo  | 17:15   |
| Sportivo Luqueño      | 1 – 13    | Libertad          | Centro de Alto Rendimiento de Divisiones Formativas | 17 de mayo  | 19:30   |
| Cerro Porteño         | 1 – 0     | Nacional/Humaitá  | Centro de Alto Rendimiento de Divisiones Formativas | 18 de mayo  | 19:15   |
| Olimpia               | 9 – 1     | 2 de Mayo         | Centro de Alto Rendimiento de Divisiones Formativas | 19 de mayo  | 17:00   |
| Sportivo Trinidense   | 3 – 0     | Tacuary           | Centro de Alto Rendimiento de Divisiones Formativas | 19 de mayo  | 19:15   |
| General Caballero JLM | 2 – 3     | Sportivo Ameliano | Centro de Alto Rendimiento de Divisiones Formativas | 20 de junio | 17:15   |

| Fecha 7           | Fecha 7   | Fecha 7               | Fecha 7                                             | Fecha 7    | Fecha 7 |
| Local             | Resultado | Visitante             | Estadio                                             | Día        | Hora    |
| ----------------- | --------- | --------------------- | --------------------------------------------------- | ---------- | ------- |
| Nacional/Humaitá  | 0 – 4     | Guaraní               | Centro de Alto Rendimiento de Divisiones Formativas | 24 de mayo | 17:15   |
| Tacuary           | 0 – 7     | Olimpia               | Centro de Alto Rendimiento de Divisiones Formativas | 24 de mayo | 19:30   |
| 2 de Mayo         | 0 – 4     | Cerro Porteño         | Centro de Alto Rendimiento de Divisiones Formativas | 25 de mayo | 17:00   |
| Libertad          | 9 – 0     | Sportivo Trinidense   | Centro de Alto Rendimiento de Divisiones Formativas | 25 de mayo | 19:15   |
| Sportivo Ameliano | 1 – 0     | Sportivo Luqueño      | Centro de Alto Rendimiento de Divisiones Formativas | 26 de mayo | 17:00   |
| Sol de América    | 0 – 2     | General Caballero JLM | Centro de Alto Rendimiento de Divisiones Formativas | 26 de mayo | 19:15   |

| Fecha 8             | Fecha 8   | Fecha 8               | Fecha 8                                             | Fecha 8     | Fecha 8 |
| Local               | Resultado | Visitante             | Estadio                                             | Día         | Hora    |
| ------------------- | --------- | --------------------- | --------------------------------------------------- | ----------- | ------- |
| Cerro Porteño       | 7 – 1     | Tacuary               | Centro de Alto Rendimiento de Divisiones Formativas | 31 de mayo  | 17:15   |
| Nacional/Humaitá    | 0 – 0     | Sol de América        | Centro de Alto Rendimiento de Divisiones Formativas | 31 de mayo  | 19:30   |
| Sportivo Luqueño    | 0 – 4     | General Caballero JLM | Centro de Alto Rendimiento de Divisiones Formativas | 1 de junio  | 16:15   |
| Sportivo Trinidense | 2 – 4     | Sportivo Ameliano     | Centro de Alto Rendimiento de Divisiones Formativas | 2 de junio  | 14:00   |
| Guaraní             | 6 – 0     | 2 de Mayo             | Centro de Alto Rendimiento de Divisiones Formativas | 2 de junio  | 16:15   |
| Olimpia             | 2 – 2     | Libertad              | Centro de Alto Rendimiento de Divisiones Formativas | 19 de junio | 19:30   |

| Fecha 9               | Fecha 9   | Fecha 9             | Fecha 9                                             | Fecha 9    | Fecha 9 |
| Local                 | Resultado | Visitante           | Estadio                                             | Día        | Hora    |
| --------------------- | --------- | ------------------- | --------------------------------------------------- | ---------- | ------- |
| Sol de América        | 4 – 1     | Sportivo Luqueño    | Centro de Alto Rendimiento de Divisiones Formativas | 7 de junio | 17:15   |
| Sportivo Ameliano     | 0 – 7     | Olimpia             | Centro de Alto Rendimiento de Divisiones Formativas | 7 de junio | 19:30   |
| General Caballero JLM | 3 – 1     | Sportivo Trinidense | Ka'arendy                                           | 8 de junio | 14:00   |
| Libertad              | 0 – 0     | Cerro Porteño       | Centro de Alto Rendimiento de Divisiones Formativas | 8 de junio | 16:15   |
| Tacuary               | 2 – 2     | Guaraní             | Centro de Alto Rendimiento de Divisiones Formativas | 9 de junio | 14:00   |
| 2 de Mayo             | 1 – 1     | Nacional/Humaitá    | Centro de Alto Rendimiento de Divisiones Formativas | 9 de junio | 16:15   |

| Fecha 10            | Fecha 10  | Fecha 10              | Fecha 10                                      | Fecha 10    | Fecha 10 |
| Local               | Resultado | Visitante             | Estadio                                       | Día         | Hora     |
| ------------------- | --------- | --------------------- | --------------------------------------------- | ----------- | -------- |
| \|2 de Mayo         | 2 – 0     | Sol de América        | Centro de Alto Rendimiento de Fútbol Femenino | 15 de junio | 14:00    |
| Sportivo Trinidense | 2 – 1     | Sportivo Luqueño      | Centro de Alto Rendimiento de Fútbol Femenino | 15 de junio | 16:15    |
| Guaraní             | 0 – 2     | Libertad              | Centro de Alto Rendimiento de Fútbol Femenino | 16 de junio | 14:00    |
| Olimpia             | 2 – 0     | General Caballero JLM | Centro de Alto Rendimiento de Fútbol Femenino | 16 de junio | 16:15    |
| Cerro Porteño       | 2 – 1     | Sportivo Ameliano     | Centro de Alto Rendimiento de Fútbol Femenino | 17 de junio | 10:00    |
| Nacional/Humaitá    | 5 – 0     | Tacuary               | Centro de Alto Rendimiento de Fútbol Femenino | 18 de junio | 16:15    |

| Fecha 11              | Fecha 11  | Fecha 11            | Fecha 11                                            | Fecha 11    | Fecha 11 |
| Local                 | Resultado | Visitante           | Estadio                                             | Día         | Hora     |
| --------------------- | --------- | ------------------- | --------------------------------------------------- | ----------- | -------- |
| Libertad              | 5 – 0     | Nacional/Humaitá    | Centro de Alto Rendimiento de Fútbol Femenino       | 22 de junio | 10:00    |
| Sol de América        | 4 – 0     | Sportivo Trinidense | Centro de Alto Rendimiento de Fútbol Femenino       | 22 de junio | 16:30    |
| General Caballero JLM | 1 – 0     | Cerro Porteño       | Ka'arendy                                           | 23 de junio | 14:00    |
| Sportivo Luqueño      | 0 – 5     | Olimpia             | Centro de Alto Rendimiento de Divisiones Formativas | 23 de junio | 16:15    |
| Sportivo Ameliano     | 2 – 5     | Guaraní             | Centro de Alto Rendimiento de Fútbol Femenino       | 24 de junio | 14:00    |
| Tacuary               | 1 – 3     | \|2 de Mayo         | Centro de Alto Rendimiento de Fútbol Femenino       | 24 de junio | 16:15    |

### Segunda vuelta
| Fecha 12              | Fecha 12  | Fecha 12         | Fecha 12                                      | Fecha 12    | Fecha 12 |
| Local                 | Resultado | Visitante        | Estadio                                       | Día         | Hora     |
| --------------------- | --------- | ---------------- | --------------------------------------------- | ----------- | -------- |
| Tacuary               | 0 – 4     | Sol de América   | Centro de Alto Rendimiento de Fútbol Femenino | 28 de junio | 10:00    |
| Libertad              | 4 – 1     | 2 de Mayo        | Centro de Alto Rendimiento de Fútbol Femenino | 28 de junio | 14:00    |
| Sportivo Trinidense   | 1 – 13    | Olimpia          | Centro de Alto Rendimiento de Fútbol Femenino | 29 de junio | 14:00    |
| General Caballero JLM | 2 – 2     | Guaraní          | Ka'arendy                                     | 29 de junio | 16:15    |
| Sportivo Ameliano     | 2 – 1     | Nacional/Humaitá | Centro de Alto Rendimiento de Fútbol Femenino | 30 de junio | 14:00    |
| Sportivo Luqueño      | 0 – 8     | Cerro Porteño    | Centro de Alto Rendimiento de Fútbol Femenino | 30 de junio | 16:15    |

| Fecha 13         | Fecha 13  | Fecha 13              | Fecha 13                                            | Fecha 13   | Fecha 13 |
| Local            | Resultado | Visitante             | Estadio                                             | Día        | Hora     |
| ---------------- | --------- | --------------------- | --------------------------------------------------- | ---------- | -------- |
| Sol de América   | 0 – 8     | Olimpia               | Centro de Alto Rendimiento de Fútbol Femenino       | 5 de julio | 14:00    |
| Guaraní          | 6 – 0     | Sportivo Luqueño      | Centro de Alto Rendimiento de Fútbol Femenino       | 5 de julio | 16:15    |
| Nacional/Humaitá | 2 – 1     | General Caballero JLM | Centro de Alto Rendimiento de Fútbol Femenino       | 6 de julio | 14:00    |
| Tacuary          | 0 – 10    | Libertad              | Centro de Alto Rendimiento de Fútbol Femenino       | 6 de julio | 16:15    |
| 2 de Mayo        | 0 – 2     | Sportivo Ameliano     | Centro de Alto Rendimiento de Divisiones Formativas | 7 de julio | 14:00    |
| Cerro Porteño    | 3 – 1     | Sportivo Trinidense   | Centro de Alto Rendimiento de Divisiones Formativas | 7 de julio | 16:15    |

| Fecha 14              | Fecha 14  | Fecha 14         | Fecha 14                                            | Fecha 14    | Fecha 14 |
| Local                 | Resultado | Visitante        | Estadio                                             | Día         | Hora     |
| --------------------- | --------- | ---------------- | --------------------------------------------------- | ----------- | -------- |
| Sportivo Ameliano     | 5 – 0     | Tacuary          | Centro de Alto Rendimiento de Divisiones Formativas | 13 de julio | 15:00    |
| Sportivo Trinidense   | 0 – 3     | Guaraní          | Centro de Alto Rendimiento de Divisiones Formativas | 13 de julio | 17:15    |
| Sportivo Luqueño      | 0 – 5     | Nacional/Humaitá | Centro de Alto Rendimiento de Divisiones Formativas | 14 de julio | 16:15    |
| General Caballero JLM | 3 – 2     | 2 de Mayo        | Mensú                                               | 16 de julio | 14:45    |
| Libertad              | 10 – 0    | Sol de América   | Centro de Alto Rendimiento de Fútbol Femenino       | 19 de julio | 14:00    |
| Olimpia               | 0 – 0     | Cerro Porteño    | Centro de Alto Rendimiento de Fútbol Femenino       | 19 de julio | 16:15    |

| Fecha 15         | Fecha 15  | Fecha 15              | Fecha 15                                            | Fecha 15    | Fecha 15 |
| Local            | Resultado | Visitante             | Estadio                                             | Día         | Hora     |
| ---------------- | --------- | --------------------- | --------------------------------------------------- | ----------- | -------- |
| 2 de Mayo        | 3 – 1     | Sportivo Luqueño      | Centro de Alto Rendimiento de Divisiones Formativas | 20 de julio | 14:00    |
| Tacuary          | 0 – 7     | General Caballero JLM | Centro de Alto Rendimiento de Divisiones Formativas | 20 de julio | 16:15    |
| Nacional/Humaitá | 3 – 1     | Sportivo Trinidense   | Centro de Alto Rendimiento de Fútbol Femenino       | 21 de julio | 14:00    |
| Libertad         | 6 – 1     | Sportivo Ameliano     | Centro de Alto Rendimiento de Fútbol Femenino       | 22 de julio | 14:00    |
| Guaraní          | 0 – 3     | Olimpia               | Centro de Alto Rendimiento de Fútbol Femenino       | 22 de julio | 16:15    |
| Sol de América   | 0 – 6     | Cerro Porteño         | Centro de Alto Rendimiento de Fútbol Femenino       | 23 de julio | 10:00    |

| Fecha 16              | Fecha 16  | Fecha 16         | Fecha 16                                            | Fecha 16    | Fecha 16 |
| Local                 | Resultado | Visitante        | Estadio                                             | Día         | Hora     |
| --------------------- | --------- | ---------------- | --------------------------------------------------- | ----------- | -------- |
| General Caballero JLM | 0 – 0     | Libertad         | Ka'arendy                                           | 26 de julio | 14:00    |
| Sportivo Trinidense   | 5 – 2     | 2 de Mayo        | Centro de Alto Rendimiento de Divisiones Formativas | 27 de julio | 14:00    |
| Cerro Porteño         | 3 – 1     | Guaraní          | Centro de Alto Rendimiento de Divisiones Formativas | 27 de julio | 16:15    |
| Sportivo Ameliano     | 2 – 3     | Sol de América   | Centro de Alto Rendimiento de Fútbol Femenino       | 28 de julio | 14:00    |
| Olimpia               | 6 – 0     | Nacional/Humaitá | Centro de Alto Rendimiento de Fútbol Femenino       | 28 de julio | 16:15    |
| Sportivo Luqueño      | 2 – 3     | Tacuary          | Centro de Alto Rendimiento de Fútbol Femenino       | 29 de julio | 16:00    |

| Fecha 17          | Fecha 17  | Fecha 17              | Fecha 17                                            | Fecha 17    | Fecha 17 |
| Local             | Resultado | Visitante             | Estadio                                             | Día         | Hora     |
| ----------------- | --------- | --------------------- | --------------------------------------------------- | ----------- | -------- |
| Libertad          | 8 – 0     | Sportivo Luqueño      | Centro de Alto Rendimiento de Divisiones Formativas | 3 de agosto | 14:00    |
| 2 de Mayo         | 0 – 7     | Olimpia               | Centro de Alto Rendimiento de Divisiones Formativas | 3 de agosto | 16:15    |
| Nacional/Humaitá  | 2 – 3     | Cerro Porteño         | Centro de Alto Rendimiento de Divisiones Formativas | 4 de agosto | 14:00    |
| Sportivo Ameliano | 2 – 1     | General Caballero JLM | Centro de Alto Rendimiento de Divisiones Formativas | 4 de agosto | 16:15    |
| Sol de América    | 0 – 4     | Guaraní               | Centro de Alto Rendimiento de Divisiones Formativas | 5 de agosto | 8:00     |
| Tacuary           | 2 – 3     | Sportivo Trinidense   | Centro de Alto Rendimiento de Divisiones Formativas | 5 de agosto | 10:00    |

| Fecha 18              | Fecha 18  | Fecha 18          | Fecha 18                                            | Fecha 18     | Fecha 18 |
| Local                 | Resultado | Visitante         | Estadio                                             | Día          | Hora     |
| --------------------- | --------- | ----------------- | --------------------------------------------------- | ------------ | -------- |
| Cerro Porteño         | 6 – 0     | 2 de Mayo         | Centro de Alto Rendimiento de Divisiones Formativas | 10 de agosto | 14:00    |
| Guaraní               | 2 – 0     | Nacional/Humaitá  | Centro de Alto Rendimiento de Divisiones Formativas | 10 de agosto | 16:15    |
| General Caballero JLM | 2 – 1     | Sol de América    | Ka'arendy                                           | 11 de agosto | 14:00    |
| Sportivo Trinidense   | 0 – 6     | Libertad          | Centro de Alto Rendimiento de Divisiones Formativas | 11 de agosto | 16:15    |
| Sportivo Luqueño      | 0 – 2     | Sportivo Ameliano | Centro de Alto Rendimiento de Divisiones Formativas | 12 de agosto | 8:00     |
| Olimpia               | 12 – 0    | Tacuary           | Centro de Alto Rendimiento de Divisiones Formativas | 12 de agosto | 10:00    |

| Fecha 19              | Fecha 19  | Fecha 19            | Fecha 19                                      | Fecha 19     | Fecha 19 |
| Local                 | Resultado | Visitante           | Estadio                                       | Día          | Hora     |
| --------------------- | --------- | ------------------- | --------------------------------------------- | ------------ | -------- |
| Sol de América        | 0 – 0     | Nacional/Humaitá    | Centro de Alto Rendimiento de Fútbol Femenino | 17 de agosto | 15:30    |
| 2 de Mayo             | 0 – 3     | Guaraní             | Centro de Alto Rendimiento de Fútbol Femenino | 17 de agosto | 17:30    |
| General Caballero JLM | 6 – 1     | Sportivo Luqueño    | Complejo Marìa Auxiliadora                    | 18 de agosto | 15:30    |
| Sportivo Ameliano     | 0 – 1     | Sportivo Trinidense | Centro de Alto Rendimiento de Fútbol Femenino | 18 de agosto | 17:30    |
| Tacuary               | 1 – 11    | Cerro Porteño       | Centro de Alto Rendimiento de Fútbol Femenino | 30 de agosto | 16:30    |
| Libertad              | 0 – 0     | Olimpia             | Centro de Alto Rendimiento de Fútbol Femenino | 30 de agosto | 18:45    |

| Fecha 20            | Fecha 20  | Fecha 20              | Fecha 20                                      | Fecha 20     | Fecha 20 |
| Local               | Resultado | Visitante             | Estadio                                       | Día          | Hora     |
| ------------------- | --------- | --------------------- | --------------------------------------------- | ------------ | -------- |
| Guaraní             | 6 – 0     | Tacuary               | Centro de Alto Rendimiento de Fútbol Femenino | 23 de agosto | 16:30    |
| Nacional/Humaitá    | 1 – 1     | 2 de Mayo             | Centro de Alto Rendimiento de Fútbol Femenino | 23 de agosto | 18:45    |
| Sportivo Trinidense | 1 – 1     | General Caballero JLM | Centro de Alto Rendimiento de Fútbol Femenino | 24 de agosto | 15:30    |
| Sportivo Luqueño    | 2 – 5     | Sol de América        | Centro de Alto Rendimiento de Fútbol Femenino | 24 de agosto | 17:30    |
| Olimpia             | 2 – 1     | Sportivo Ameliano     | Centro de Alto Rendimiento de Fútbol Femenino | 25 de agosto | 15:30    |
| Cerro Porteño       | 1 – 2     | Libertad              | Centro de Alto Rendimiento de Fútbol Femenino | 25 de agosto | 17:30    |

| Fecha 21              | Fecha 21  | Fecha 21            | Fecha 21                                            | Fecha 21        | Fecha 21 |
| Local                 | Resultado | Visitante           | Estadio                                             | Día             | Hora     |
| --------------------- | --------- | ------------------- | --------------------------------------------------- | --------------- | -------- |
| Sportivo Luqueño      | 1 – 2     | Sportivo Trinidense | Centro de Alto Rendimiento de Divisiones Formativas | 1 de septiembre | 15:30    |
| Sol de América        | 2 – 2     | 2 de Mayo           | Centro de Alto Rendimiento de Divisiones Formativas | 1 de septiembre | 17:30    |
| Tacuary               | 0 – 6     | Nacional/Humaitá    | Centro de Alto Rendimiento de Fútbol Femenino       | 2 de septiembre | 10:00    |
| Sportivo Ameliano     | 0 – 5     | Cerro Porteño       | Centro de Alto Rendimiento de Fútbol Femenino       | 2 de septiembre | 17:30    |
| General Caballero JLM | 0 – 11    | Olimpia             | Ka'arendy                                           | 3 de septiembre | 15:00    |
| Libertad              | 3 – 0     | Guaraní             | Centro de Alto Rendimiento de Fútbol Femenino       | 3 de septiembre | 15:00    |

| Fecha 22            | Fecha 22  | Fecha 22              | Fecha 22                                            | Fecha 22        | Fecha 22 |
| Local               | Resultado | Visitante             | Estadio                                             | Día             | Hora     |
| ------------------- | --------- | --------------------- | --------------------------------------------------- | --------------- | -------- |
| Sportivo Trinidense | 3 – 3     | Sol de América        | Centro de Alto Rendimiento de Divisiones Formativas | 6 de septiembre | 8:00     |
| 2 de Mayo           | 4 – 2     | Tacuary               | Centro de Alto Rendimiento de Divisiones Formativas | 6 de septiembre | 10:00    |
| Guaraní             | 1 – 1     | Sportivo Ameliano     | Centro de Alto Rendimiento de Fútbol Femenino       | 7 de septiembre | 15:30    |
| Cerro Porteño       | 5 – 0     | General Caballero JLM | Centro de Alto Rendimiento de Fútbol Femenino       | 7 de septiembre | 17:30    |
| Nacional/Humaitá    | 1 – 14    | Libertad (C)          | Centro de Alto Rendimiento de Fútbol Femenino       | 8 de septiembre | 15:30    |
| Olimpia             | 12 – 0    | Sportivo Luqueño      | Centro de Alto Rendimiento de Divisiones Formativas | 8 de septiembre | 15:30    |

### Resultados
| Local \ Visitante     | TRI | CCP  | CGC | SOL  | GUA | LIB  | NAC* | LUQ  | OLI  | 2DM | AME | TAC  |
| --------------------- | --- | ---- | --- | ---- | --- | ---- | ---- | ---- | ---- | --- | --- | ---- |
| Sportivo Trinidense   |     | 1–0  | 1–1 | 3–3  | 0–3 | 0–6  | 1–0  | 2–1  | 1–13 | 5–2 | 2–4 | 3–0  |
| Cerro Porteño         | 3–1 |      | 5–0 | 2–1  | 3–1 | 1–2  | 1–0  | 5–1  | 0–0  | 6–0 | 2–1 | 7–1  |
| General Caballero JLM | 3–1 | 1–0  |     | 2–1  | 2–2 | 0–0  | 3–1  | 6–1  | 0–11 | 3–2 | 2–3 | 1–1  |
| Sol de América        | 4–0 | 0–6  | 0–2 |      | 0–4 | 0–8  | 0–0  | 4–1  | 0–8  | 2–2 | 1–1 | 0–4  |
| Guaraní               | 4–0 | 2–2  | 2–1 | 2–2  |     | 0–2  | 2–0  | 6–0  | 0–3  | 6–0 | 1–1 | 6–0  |
| Libertad              | 9–0 | 0–0  | 4–0 | 10–0 | 3–0 |      | 5–0  | 8–0  | 0–0  | 4–1 | 6–1 | 7–0  |
| Nacional*             | 3–1 | 2–3  | 2–1 | 0–0  | 0–4 | 1–14 |      | 0–0  | 0–3  | 1–1 | 3–0 | 5–0  |
| Sportivo Luqueño      | 1–2 | 0–8  | 0–4 | 2–5  | 0–6 | 1–13 | 0–5  |      | 0–5  | 4–0 | 0–2 | 2–3  |
| Olimpia               | 5–0 | 0–0  | 2–0 | 4–0  | 2–0 | 2–2  | 6–0  | 12–0 |      | 9–1 | 2–1 | 12–0 |
| 2 de Mayo             | 1–1 | 0–4  | 3–3 | 2–0  | 0–3 | 1–5  | 1–1  | 3–1  | 0–7  |     | 0–2 | 4–2  |
| Sportivo Ameliano     | 0–1 | 0–5  | 2–1 | 2–3  | 2–5 | 0–6  | 2–1  | 1–0  | 0–7  | 0–0 |     | 5–0  |
| Tacuary               | 2–3 | 1–11 | 0–7 | 0–4  | 2–2 | 0–10 | 0–6  | 3–0  | 0–7  | 1–3 | 3–4 |      |

| * | Juega en conjunto con Humaitá. |

## Campeón
|                      |
| Libertad 2.do título |

## Goleadoras
| Pos. | Jugador                 | Club                  | Goles |
| ---- | ----------------------- | --------------------- | ----- |
| 1    | Liza Larrea             | Libertad              | 30    |
| 2    | Amada Peralta           | Olimpia               | 30    |
| 3    | Erika Cartaman          | Libertad              | 23    |
| 4    | Karina Castellano       | Olimpia               | 15    |
| 5    | Celeste Aguilera        | Olimpia               | 12    |
| 6    | Dahiana Rivas           | Sportivo Ameliano     | 11    |
| 7    | Antonia Belén Riveros   | Cerro Porteño         | 11    |
| 8    | Milagros Luján Ortiz    | General Caballero JLM | 11    |
| 9    | Diana Elizabeth Benítez | Libertad              | 11    |
| 10   | Nabila Perruchino       | Olimpia               | 11    |